# Oplotheca interrupta
Oplotheca interrupta är en amarantväxtart som först beskrevs av Carl von Linné, och fick sitt nu gällande namn av Thomas Nuttall. Oplotheca interrupta ingår i släktet Oplotheca och familjen amarantväxter. Inga underarter finns listade i Catalogue of Life.